# Zamach w Sadzie (2008)
Zamach w Sadzie był atakiem terrorystycznym mającym miejsce 2 maja 2008 roku w meczecie Bin Salmana w muhafazie Sada w Jemenie. Z zamachu zginęło 15 osób, a 55 zostało rannych. Według lokalnych władz bomba została ukryta w motocyklu lub samochodzie.
Świadkowie twierdzą, że celem ataku mógł być imam albo lider modlitwy, oficer armii, który był salafickim sunnitą. Według świadków nie został ranny w ataku. W meczecie Bin Salmana modlą się wojskowi, którzy w Jemenie są zarówno sunnitami jak i szyickimi zajdytami.